# Scontro di titani
Scontro di titani (Clash of the Titans) è un film del 1981 diretto da Desmond Davis. È caratterizzato dagli effetti speciali di Ray Harryhausen, candidato al Saturn Award, e dalla presenza di Laurence Olivier, Maggie Smith e Ursula Andress.
La piana archeologica di Paestum, in Campania, con i suoi templi, fu tra le ambientazioni scelte dalla produzione per girare alcune esterne del film.

## Trama
La scena iniziale del film presenta Acrisio, re di Argo, nell'atto di gettare una bara in mare dove ha rinchiuso la figlia Danae insieme al figlio neonato Perseo. Dal Monte Olimpo, il re degli dèi Zeus assiste irritato (essendo il padre di Perseo) alla scena e, tramite un sortilegio, uccide Acrisio mentre Poseidone rade al suolo Argo con il potentissimo mostro marino Kraken, dopodiché fa in modo che la bara con Danae e Perseo arrivi sana e salva all'isola di Serifo. Qui il piccolo Perseo cresce diventando forte e meraviglioso. Sull'Olimpo, nel frattempo, Zeus è turbato per colpa di Calibos, il crudele figlio mortale della dea Teti. Questi ha infatti fatto razzia dei cavalli alati di Zeus e questo lo castiga tramutandolo in un orribile mostro simile a un Satiro.
Teti, per vendicarsi di Zeus, trasporta nel sonno Perseo nell'anfiteatro della città di Giaffa, ma viene cordialmente accolto da Ammon, un vecchio drammaturgo e attore. Il giorno dopo, Perseo riceve doni dal Monte Olimpo da parte di Zeus: una spada indistruttibile, uno scudo che riflette dall'interno e un elmo capace di rendere invisibile. Il giovane eroe viene a sapere del problema della città di Giaffa: La principessa Andromeda, figlia della regina Cassiopea, rivolge a chi le chiede la mano dei difficili enigmi e chi non sa rispondere viene punito con la morte. Di notte, grazie all'elmo dell'invisibilità, Perseo scopre che ogni sera lo spirito di Andromeda viene portato via da un avvoltoio gigante. Per risolvere il mistero, Perseo riesce a domare Pegaso, l'ultimo cavallo alato, e insegue l'avvoltoio la notte successiva.
Scopre che Andromeda è portata in una lontana palude per venire messa al cospetto del mostruoso Calibos, che le assegna un nuovo enigma per notte e avrebbe smesso solo se Andromeda si fosse decisa di sposarlo. Dopo il ritorno della principessa, Perseo sfida in duello Calibos che fa cadere l'elmo invisibile nella palude, ma l'eroe riesce a sconfiggerlo mozzandogli una mano. Il mattino seguente Perseo visita Andromeda, riesce a risolvere il suo enigma (siccome era venuto a conoscenza della soluzione quando era invisibile da Calibos) e le rivela di aver sconfitto il malvagio rendendo così Andromeda libera. La principessa riconoscente decide di sposarsi con lui.
Durante la cerimonia però, Cassiopea si vanta della bellezza di Andromeda offendendo Teti e la rabbiosa dea, attraverso la testa di una sua statua, comanda che al termine di trenta giorni Andromenda venga data in pasto al Kraken, o la città di Giaffa ne pagherà le conseguenze. Perseo, volendo salvare l'amata, parte alla ricerca di un rimedio, ma il vendicativo Calibos aggrava la situazione catturando Pegaso. Zeus allora ordina ad Atena di donare a Perseo la sua civetta Bubo per aiutarlo. La dea, non volendo separarsi dall'amata civetta, si fa costruire da Efesto un clone meccanico di Bubo, che invia a Perseo per indicargli la retta via. Perseo e i suoi uomini raggiungono l'antro delle Sorelle Forcidi: qui Perseo costringe le megere a rivelare l'unico modo per uccidere il Kraken, e cioè il potere pietrificante della serpentiforme Medusa, che vive nell'Isola dei Morti, nel bel mezzo del fiume infernale Stige.
Perseo e i suoi compagni attraversano il fiume maledetto con un passaggio di Caronte, il traghettatore di Ade. Arrivati nei pressi della tana di Medusa, Perseo e i suoi vengono attaccati da Dioskilos, un mostruoso cane a due teste, ma l'eroe riesce a uccidere la bestia a fil di spada. La battaglia contro la gorgone sarà dura e moriranno molti uomini, ma alla fine Perseo, aiutato dallo scudo specchiante, riesce a tagliare la testa di Medusa. Di notte però, Calibos attacca Perseo e i soldati rimasti facendo sgorgare il sangue di Medusa dal quale nascono degli scorpioni giganti che, nonostante vengano sconfitti, provocano la morte dei compagni di Perseo.
L'eroe alla fine uccide Calibos scagliandogli la spada nel petto. Bubo nel frattempo vola nella palude, libera Pegaso e dà fuoco all'antro di Calibos. A Giaffa però, stanno legando Andromeda mentre fa la sua apparizione il gigantesco Kraken, pronto a divorarla. Perseo, al galoppo di Pegaso, arriva appena in tempo e usando lo sguardo di Medusa, pietrifica il Kraken facendolo collassare, per poi gettare la testa della gorgone in mare. Andromeda e Perseo si possono finalmente sposare mentre Ammon pensa di scrivere un poema sull'avventura dell'eroe. Il film termina con Zeus che, per ricordare in eterno le imprese di Perseo, Andromeda, Pegaso e Cassiopea crea in loro onore delle costellazioni.

## Produzione
Il film nacque da un'idea dello scrittore Beverley Cross. Nel 1978, la Andor Films presentò una copia del copione alla British Board of Film Classification, ma questa rilevò che vi erano delle scene non accettabili nel film come ad esempio il Kraken che divora Pegaso o Andromeda che appare nuda. Con alcuni cambiamento, il copione venne infine accettato.
Ray Harryhausen utilizzò delle animazioni con la tecnica dello Stop motion per creare le varie creature presenti nel film, inclusi Calibos, il suo avvoltoio, Pegaso, Bubo (la civetta meccanica di Atena), Dioskilos, Medusa, gli scorpioni ed il Kraken. Harryhausen fu anche co-produttore del film, ma se ne ritirò poco dopo l'uscita nelle sale. Malgrado le somiglianze di Bubo con il droide R2-D2 del 1977 nel film Guerre Stellari, Harryhausen affermò che Bubo era stata concepita ben prima dell'uscita di Star Wars.
La Columbia Pictures si accordò inizialmente per la distribuzione del film essendo stata la patrona della maggior parte dei film con effetti di Harryhausen e del produttore Charles H. Schneer, ma successivamente abbandonò il progetto in quanto giudicato troppo costoso. Schneer si rivolse quindi alla Orion Pictures che provò a proporre il ruolo del protagonista ad Arnold Schwarzenegger il quale ad ogni modo rifiutò la parte per l'eccessiva presenza di dialoghi ed il progetto venne abbandonato ancora una volta. La Metro-Goldwyn-Mayer accettò infine di finanziare l'opera. "Amavano il materiale, amavano il film e furono meravigliosi con noi" disse a tal proposito Schneer. "Quando mettemmo insieme le sequenze del film e facemmo i primi castings, non solo approvarono il film ma diedero ulteriori contributi."
Schneer scelse inoltre attori noti per la parte degli dei dell'Olimpo di modo fa migliorare le possibilità del film al botteghino. "Se avessimo fatto il film senza attori noti non sarebbe stato capito. Avrebbe fatto la fine di un western all'italiana." Le scene con protagonisti gli dei vennero girate in soli otto giorni. Claire Bloom disse in seguito di aver partecipato "solo perché vi avrebbe preso parte Olivier e perché le riprese sarebbero durate una settimana."
La Metro Goldwin Mayer contestò la scelta di Schneer di puntare sulla partecipazione di John Gielgud per il ruolo di Ammon, sostituendolo invece con Burgess Meredith. "Lo compresi dopo" disse Schneer, "volevano un attore americano. Non volevano che il pubblico pensasse che fosse una sola produzione inglese."
Schneer chiese inoltre a Desmond Davis di partecipare alla regia dal momento che questi aveva diretto diversi film shakesperiani per la BBC e voleva qualcuno che avesse esperienza con attori di questo calibro.
Le star Harry Hamlin e Ursula Andress erano fidanzati all'epoca della produzione del film. Il loro figlio, Dimitri, nacque nel 1980 dopo che il film era ormai completato e la loro storia d'amore terminò nel 1983.
Jack Gwillim, che nel film appare nel ruolo di Poseidone, aveva già ricoperto il ruolo di re Eeta nel film Gli Argonauti del 1963.
Lo sceneggiatore del film, Beverley Cross, era sposato con Maggie Smith, che recitava nel ruolo di Theti, ed i due rimasero legati sino alla morte del primo nel 1998. Cross aveva già lavorato con Charles H. Schneer alla scrittura di Gli Argonauti.

## Accoglienza
Scontro di Titani uscì nelle sale il 12 giugno 1981 in 1127 cinema, secondo solo a I predatori dell'arca perduta nel botteghino americano, uscito nelle sale in quello stesso giorno. Il film raggiunse guadagni per 41.000.000 di dollari nel solo Nord America. A livello mondiale il film rese 70.000.000 di dollari e fu uno dei campioni d'incassi dell'anno 1981.

### Critica
Il sito Rotten Tomatoes ha votato il film al 67% sulla base di 43 voti, ed un voto generale di 5.98/10. La critica del sito l'ha definito un "goffo film peplum di vecchia scuola, Scontro di Titani, scava nella mitologia greca per la sua storia e irrompe con le tecniche di animazione in stop-motion e un po' arcaiche di Ray Harryhausen."
Roger Ebert del Chicago Sun-Times gli concesse 3,5 stelle su 4 definendo il film "un'avventura grandiosa, gloriosa e romantica, piena di eroi coraggiosi, bellissime eroine, terribili mostri, e duelli sino alla morte. È molto divertente." Gene Siskel del Chicago Tribune diede al film 3,5 stelle su 4 definendolo "un film di effetti speciali riusciti brillantemente come i vecchi film basati sulle leggende della mitologia greca." Il periodico Variety lo definì "un film noiosamente insopportabile che probabilmente metterà a dormire prima i genitori dei figli. Questa storia mitica di Perseo, figlio di Zeus, e la sua ricerca della fatata Andromeda, è incentrata su dialoghi banali e piatti, per non parlare degli effetti che rimandano ai film degli anni '50." Vincent Canby del The New York Times scrisse, "Per quanto non molto spiritose, le avventure sono una delle specialità di Mr. Harryhausen," ritenendo i mostri nel film "meno convincenti che interessanti." Kevin Thomas del Los Angeles Times disse che il film "ha fascino, ha immaginazione, ma è anche un po' noioso. Nel complesso non è bello come in alcune sue sequenze. Ad ogni modo, il contributo di Harryhausen è piacevole, e questo può essere sufficiente sia per i suoi ammiratori più ardenti sia per la maggior parte dei giovani." Gary Arnold del The Washington Post disse che quella di Hamlin nel film era "una presenza magnetica" ma che il film appare "preistorico." Geoff Brown del The Monthly Film Bulletin scrisse che il film "sfortunatamente non riesce a togliersi di dosso gran parte della polvere accumulata dal genere [peplum]... Malgrado il lavoro dei produttori, è probabile che gran parte degli spettatori rimanga pietrificata prima ancora dell'apparizione di Medusa." Il Time disse "Il vero titano è Ray Harryhausen."
Christopher John diede al film il voto 9 sull'Ares Magazine dicendo a tal proposito che "Scontro di Titani è uno dei migliori lavori di Harryhausen. Ha una trama decente, un buon cast, e molti buoni effetti speciali. I problemi riscontrati sono piccole cose. Se, invero, fu uno scontro di titani, questo avrebbe dovuto essere mostrato; bisognava scegliere se fare la storia degli dei o quella di Perseo, non di entrambi. Il film scivola... e nemmeno Harryhausen riesce a colmare queste piccole lacune con la sua magia."
Nel libro pubblicato nel 2000, Medusa: Solving the Mystery of the Gorgon, Stephen R. Wilk disse "gran parte delle persone oggi conoscono la storia di Perseo e di Medusa solo grazie al film".

## Riconoscimenti
- 1981 - Saturn Award
  - Miglior attore non protagonista a Burgess Meredith
  - Nomination Miglior attrice non protagonista a Maggie Smith
  - Nomination Migliori costumi a Emma Porteous
  - Nomination Miglior film fantasy
  - Nomination Miglior colonna sonora a Laurence Rosenthal
  - Nomination Migliori effetti speciali a Ray Harryhausen
- 1982 - Young Artist Awards
  - Young Artist Awards al Miglior film - commedia o Fantasy

## Discordanze con la mitologia
- Teti, che è una Ninfa e non una Dea come nel film, non dimostra alcun odio o rabbia verso Perseo nella mitologia anche se nel mito Perseo deve comunque salvare Andromeda dal sacrificio comandato da alcune ninfe del mare irritate perché Cassiopea aveva definito la figlia più bella di loro.
- Il mito legato al cavallo alato Pegaso viene modificato nel film, poiché secondo la leggenda Pegaso uscì dal collo di Medusa come figlio della stessa e di Poseidone, oppure nacque dal sangue che perse il capo di Medusa quando Perseo uccise la stessa (nel film invece nascono gli scorpioni giganti). Pegaso oltretutto fu compagno di battaglia di Bellerofonte e non di Perseo.
- I personaggi di Ammon, Calibos e Bubo sono stati appositamente inventati per il film.
- Dioskilos è stato inventato per il film, anche se nella mitologia esiste un cane bicefalo chiamato però Ortro ed estraneo al mito di Perseo. In origine, avrebbe dovuto trattarsi di Cerbero, il cane tricefalo che custodisce l'ingresso dell'Ade (appunto dove si recano i personaggi) ma animare in stop motion un cane a tre teste era troppo complesso per i limitati strumenti dell'epoca.
- La storia di Acrisio è stata modificata: nel film decide di condannare Danae e Perseo per "disonore" e viene in seguito castigato e ucciso da Zeus. Nel mito invece, Acrisio condanna Danae e Perseo perché aveva udito una profezia secondo la quale sarebbe stato ucciso dal nipote. Anni dopo, Perseo ritorna e prende parte a una competizione sportiva, colpisce mortalmente e per sbaglio il nonno Acrisio con un disco, uccidendolo.
- Il Kraken è molto diverso da come descritto nel mito: in realtà si chiamava Ceto, nome che nel greco antico significa fondamentalmente "grosso pesce" o "mostro marino" e appariva simile a un dragone, che poi Perseo uccise (con un colpo di spada) per salvare Andromeda. Qui il mostro marino somiglia a una sorta di mostro della laguna nera con sei braccia e mezzo corpo da pesce, ucciso con lo sguardo di Medusa.
- I famosi sandali volanti donati da Ermes non appaiono.
- Zeus non aiutò in alcun modo Perseo nel mito, anzi non comparve mai più nelle vicende del giovane dopo averlo generato. Il sovrano dell'Olimpo, infatti, non si curava dei moltissimi figli avuti con donne mortali (eccezione fatta per Eracle, cui voleva affidare la sovranità degli dèi). La dea protettrice di Perseo, che gli dona tutte le armi, è Atena.

## Location

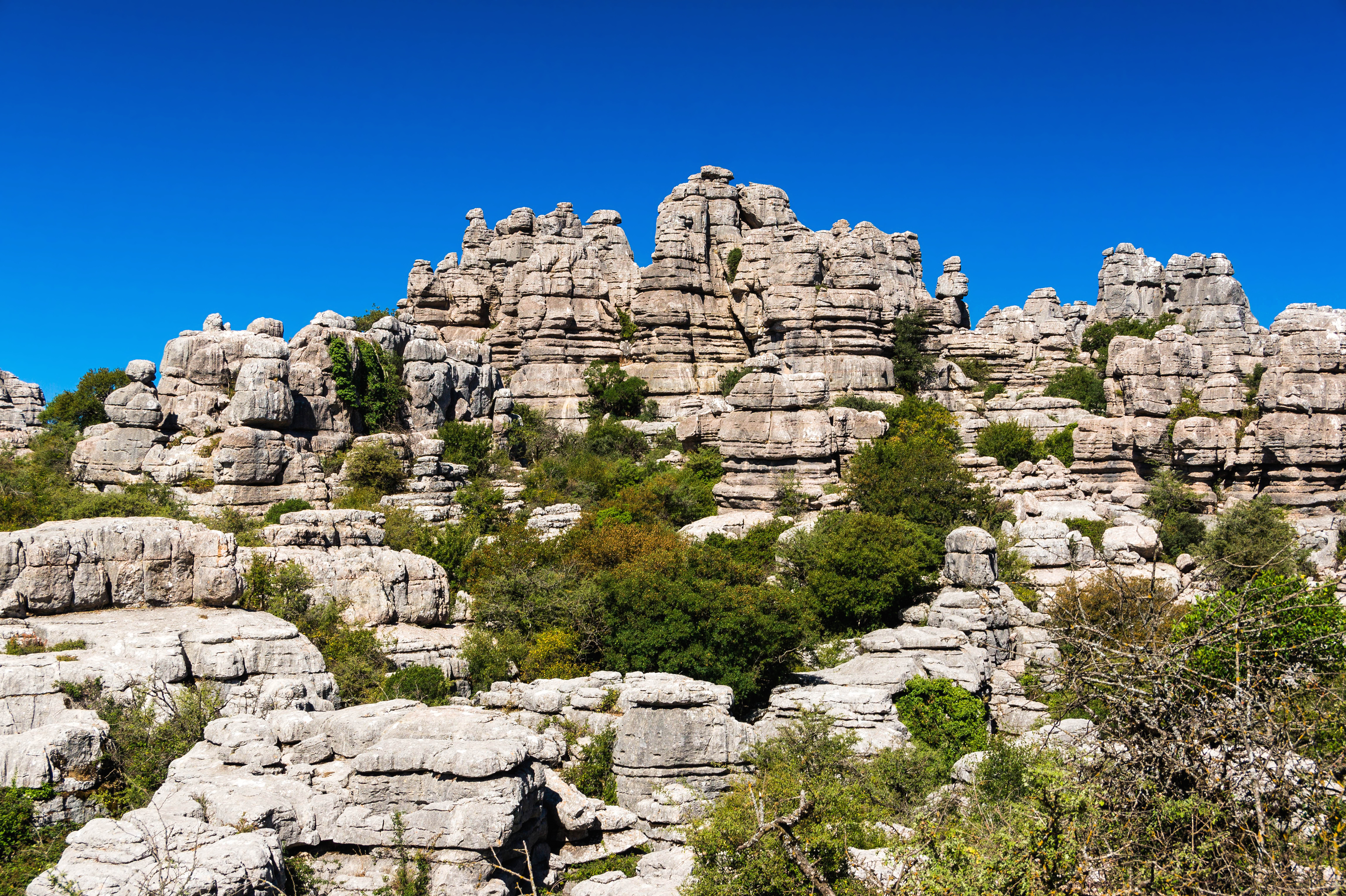
La costa carsica di El Torcal de Antequera, in Spagna, appare come scenario per la visita alle streghe del fiume Stige nel film.
La Finestra Azzurra di Gozo, nell'arcipelago di Malta, appare nella battaglia contro il Kraken.

Tra le altre location utilizzate nel film si ricordano:
- Cornovaglia, Regno Unito.
- Lo studio cinematografico Albert R. Broccoli 007 Stage, ai Pinewood Studios, Regno Unito.
- Diverse aree del Cilento, come Paestum e il tratto costiero fra Palinuro (spiaggia dell'Arco Naturale) e Marina di Camerota

## Remake
Un rifacimento, intitolato Scontro tra titani, diretto da Louis Leterrier, è uscito il 16 aprile 2010.